# ラッシュ (バス用品)
ラッシュ (Lush) は、イギリスのドーセットに本社を置くハンドメイド化粧品、バス用品メーカーの多国籍企業である。新鮮さと自然素材を活用した色彩豊かな製品を取り扱い、2019年6月現在、世界49の国と地域にて約930店舗を展開中

## 歴史および企業形態

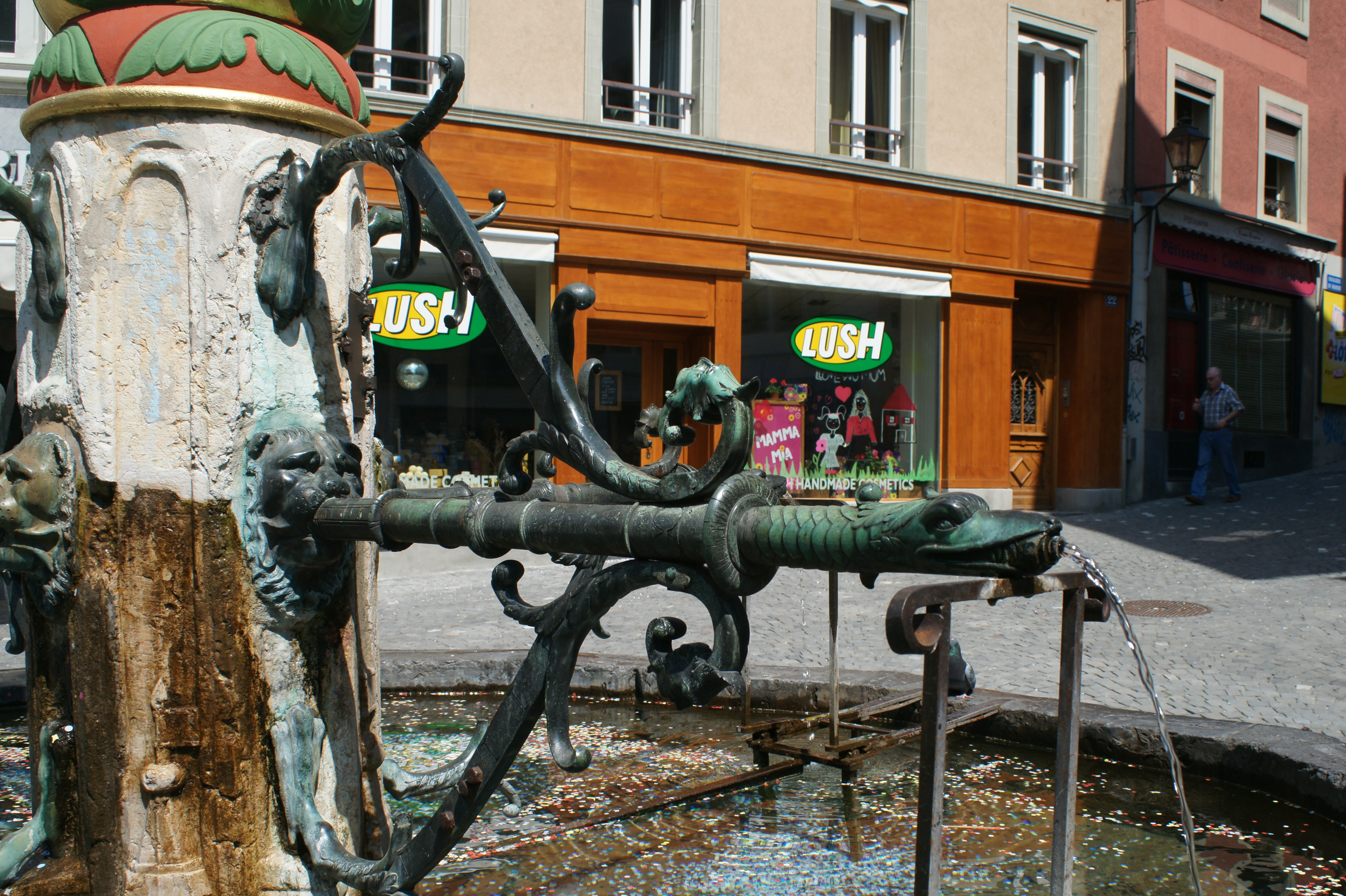
ローザンヌ・パリュー広場前に店を構えるラッシュ

マーク・コンスタンティンと エリザベス・ワイアーは1976年にConstantine and Weir Companyという美容関係の会社を設立した。この会社はザ・ボディショップなどの会社と契約し、美容・バス商品を開発・納入していた。彼らは開発した製品の権利をザ・ボディショップに売却し、1988年に通販専門の別会社Cosmetics to Goを立ち上げる。しかしこの事業はうまくいかず1994年に破綻宣告を受けている。しかしここでBritish Ensign Estatesが投資を行うとともに、財務担当者としてアンドリュー・ゲーリーを経営陣に送り込み、この会社の再起を図った。この際にかつての通販顧客から新たなブランド名を公募し、Lushというブランド名が誕生した。ラッシュは1994年ドーセット州プールに本社・工場を設立し、1995年同市内に1号店を出店した。企業形態としては少人数による持分会社の形式をとり、パートナー企業及びフランチャイズを用いて各国に展開している。
2021年には、SNSがメンタルヘルスへ与える影響などへの懸念を表明し、Facebook、Instagram、SnapchatとTikTokなど、一部SNSにおける活動を世界で一斉に停止した。

## 製品
ラッシュは食品や植物を主体とする天然成分を特徴とするバス用品、洗顔料、ケアクリームなどを製造・販売している。石鹸・入浴剤など各製品は、菓子や食品のような形状と鮮かな色彩を持ち、また原材料としてバラ・ハチミツ・キュウリなどの花木・食品を用いることから芳しき香りを店内に溢れさせるなど、視覚・嗅覚に訴求するディスプレイを採用している。固形石鹸はハードチーズのように大きなホール状のまま陳列されており、顧客が求める分量を切り分けて包装・販売される。一部に予め100g分量の包装済みの状態で陳列販売されている店舗もある。
製品の一つ一つに各製品の作り手の顔のイラストと名前が書かれたラベルが貼られている。

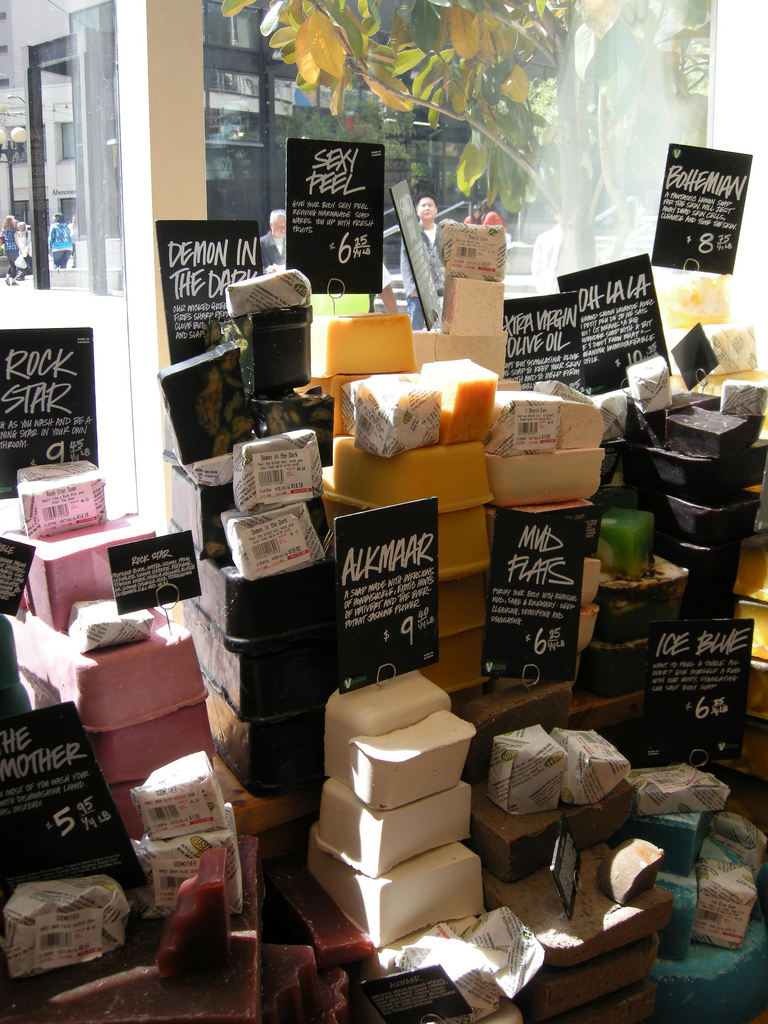
ホール状の固形石鹸
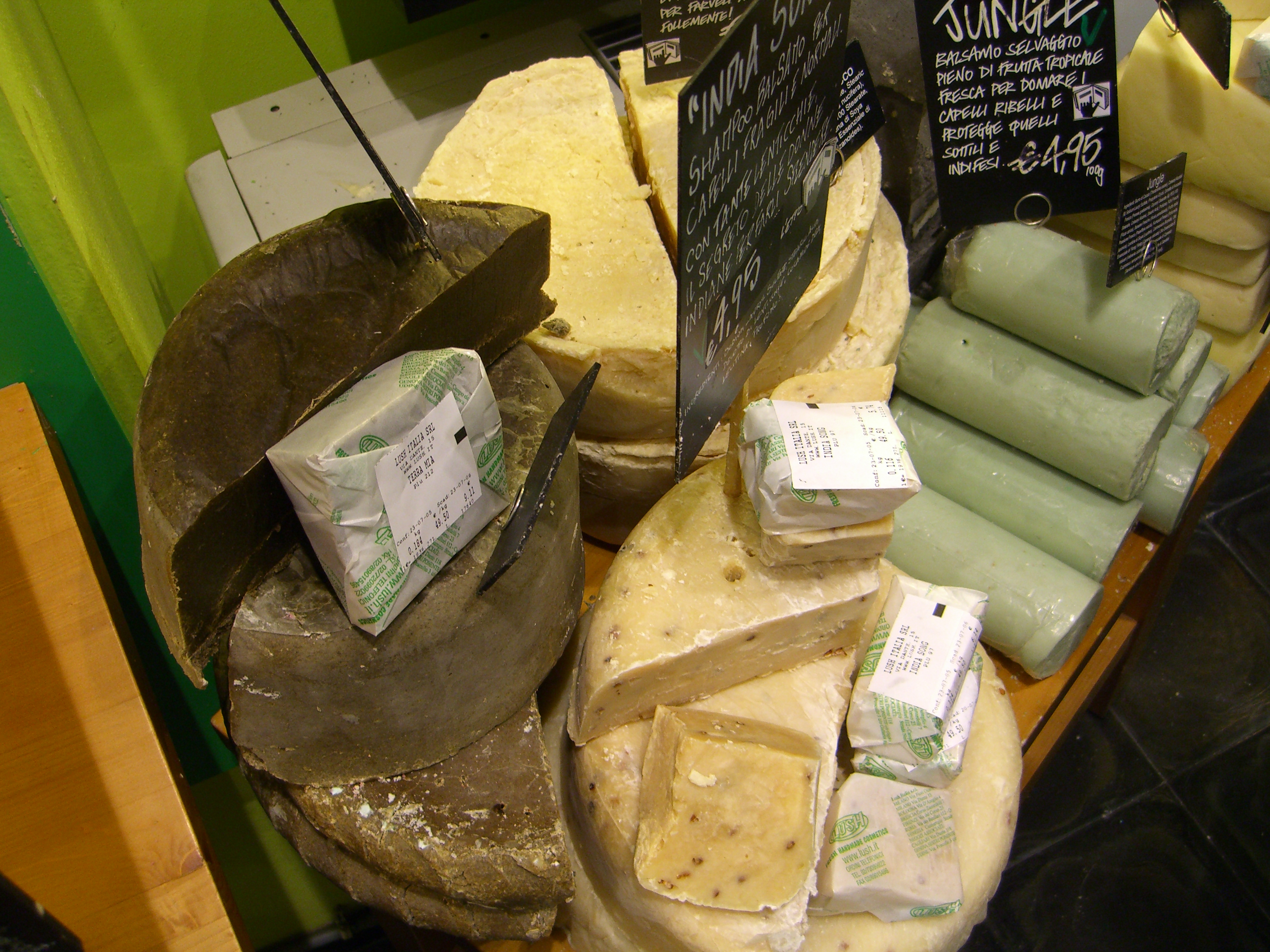
ホールと小分け包装された石鹸
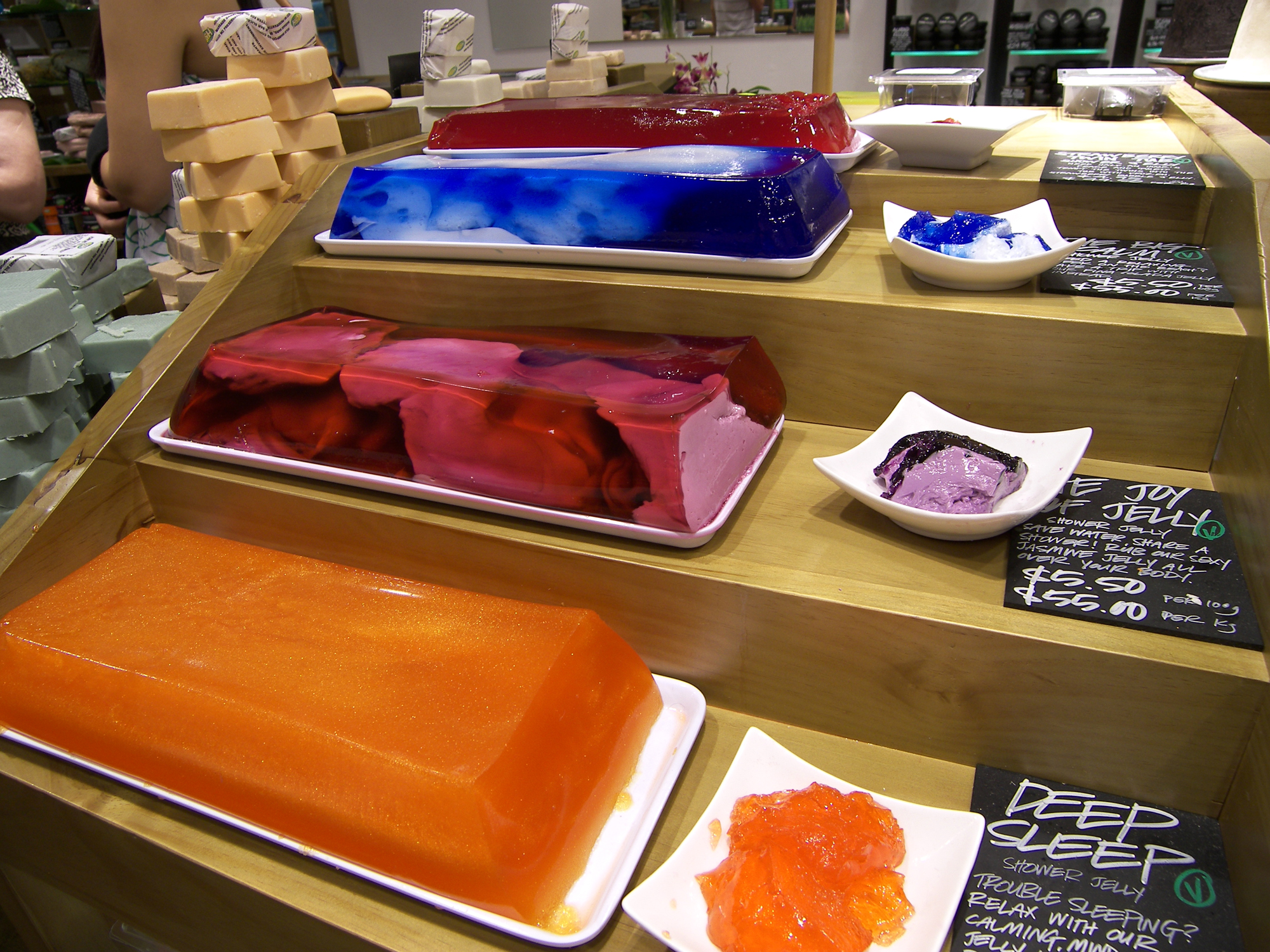
ゼリー状ボディソープ（シャワージェリー）
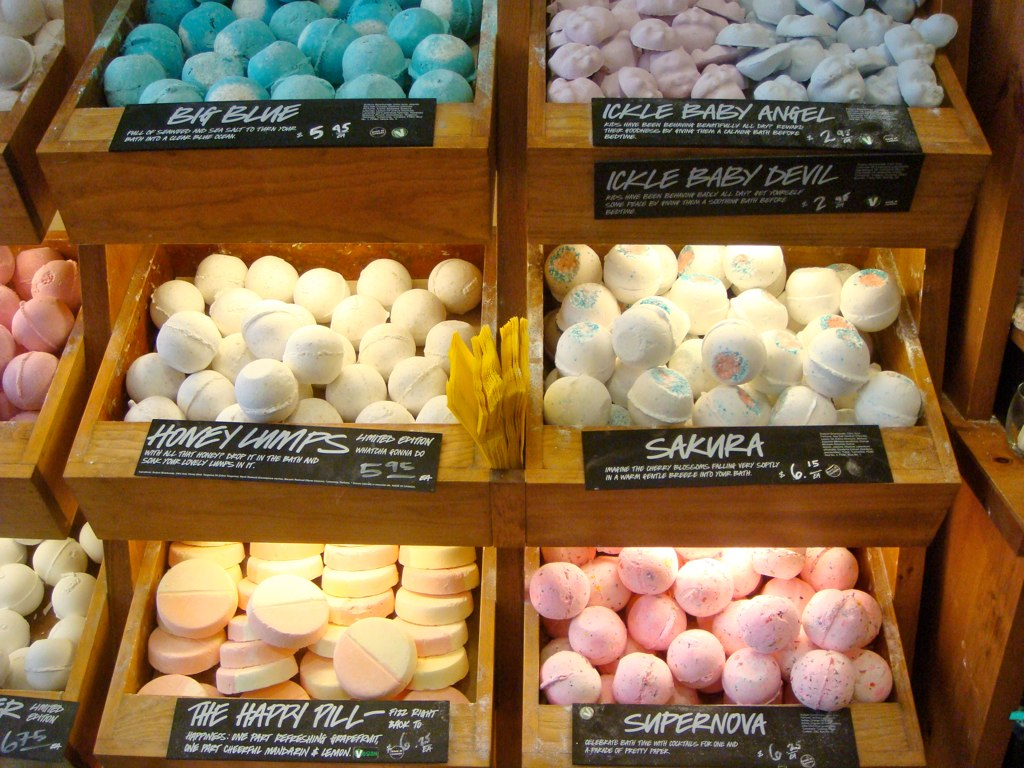
入浴剤（バスボム）
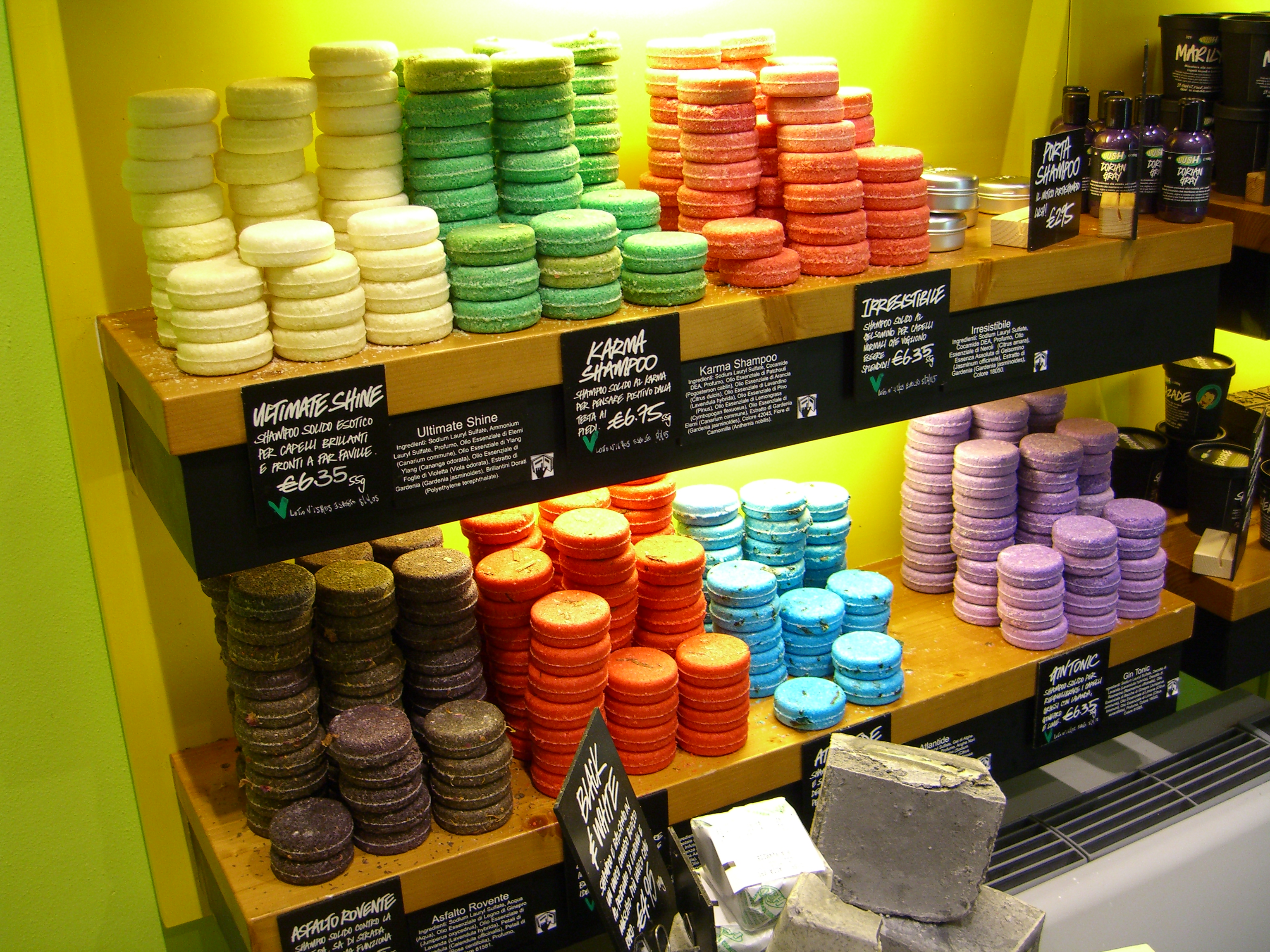
固形シャンプー（シャンプーバー）
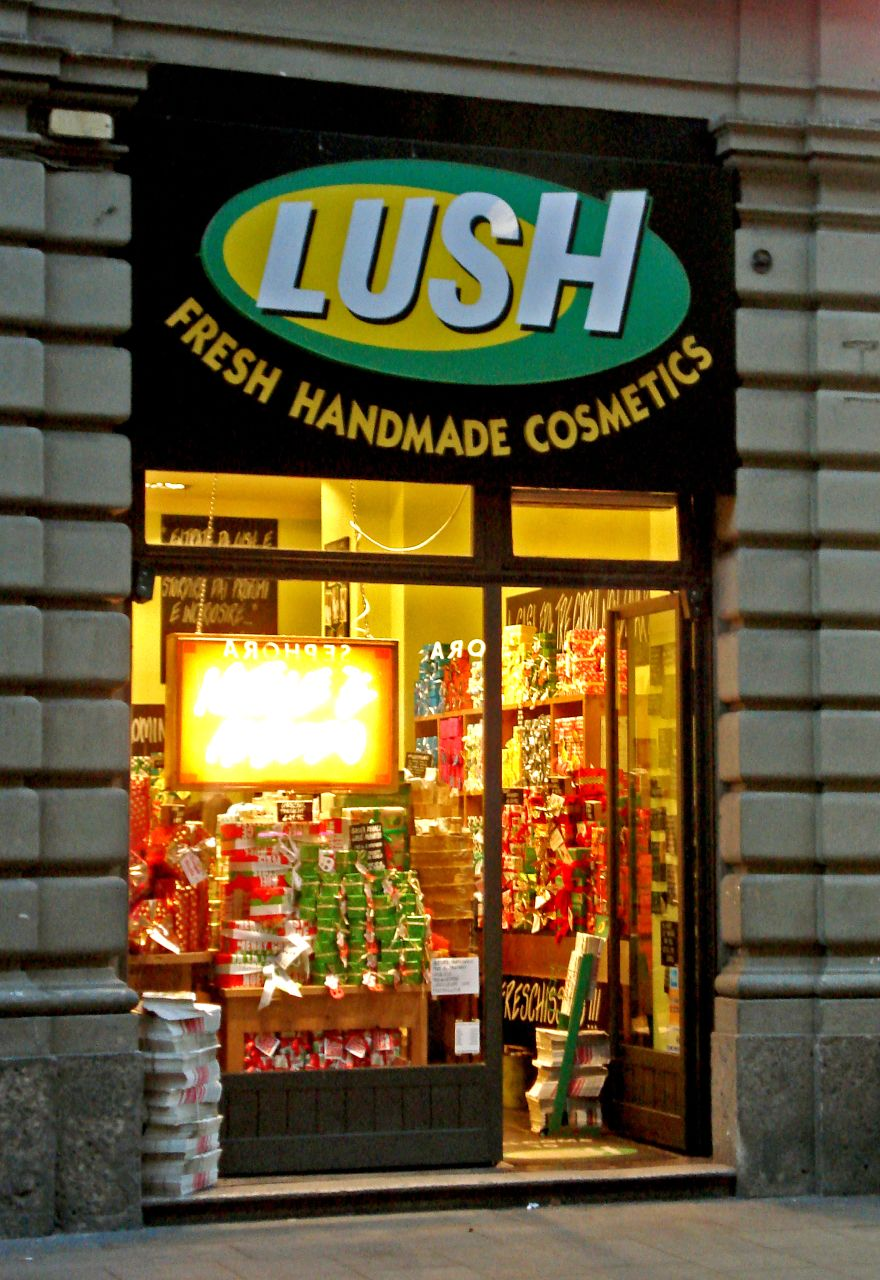
店頭の様子
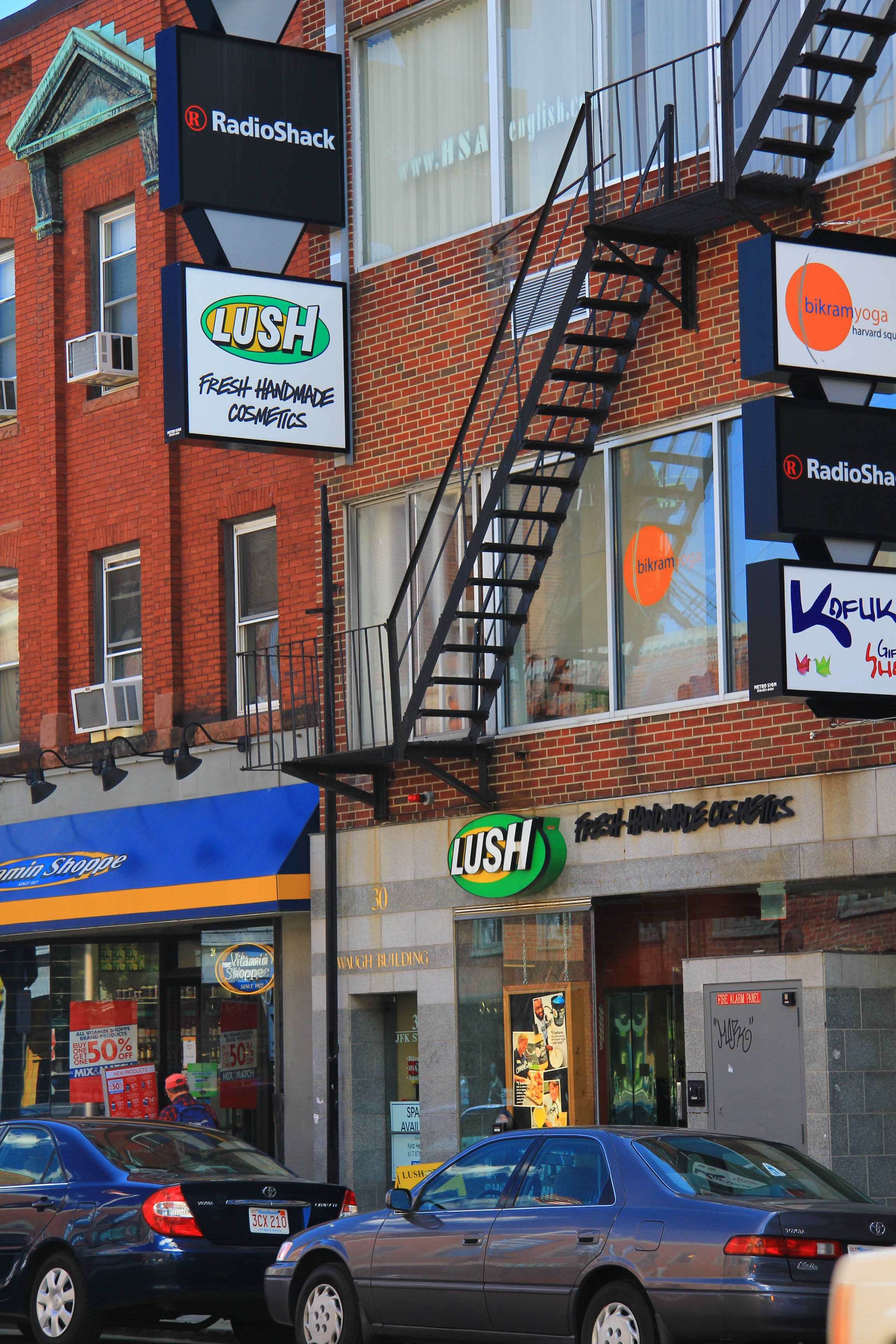
マサチューセッツにおけるLUSH

## ラッシュジャパン
日本において事業展開するラッシュジャパンは、ラッシュとのフランチャイズライセンス契約を結び、1998年10月に設立された。1999年東京の自由が丘に第一号店を出店した。神奈川県厚木市に本社を設立。これを移転し、現在は愛甲郡愛川町の内陸工業団地に本社・工場を置く。
ラッシュの手法に加えて、店内で製品を実演販売する日本発のサービスを定着させ、日経リサーチが小売・サービス業500社を対象に行なったブランド調査「第4回ストア＆サービスブランド500」（2007年）ではBMW・エルメスらに次ぐ11位の評価を受けるなど、商品とブランドに対する認知度の向上に成功している。ラッシュ同様、環境・社会問題に関する各種活動団体への協力を行なう企業であり、年間1億円の売上金をこれに充てる。店舗数・売上高ともに着実な成長を遂げて、2019年現在日本国内に78店舗を構える。

## 動物愛護運動との関係
ラッシュ創立当時からの信念の一つである動物の権利擁護の観点から、動物実験を行った材料を製品には用いないこと、また動物実験を行っている企業とは取引を行わないことを謳い、チャリティーポットと呼ばれるボディクリームの売上を各種団体への寄付に充てるなど、反動物実験運動や動物愛護運動に資金協力しており、過激な行動で知られる反捕鯨団体「シーシェパード」への援助も公表している。一方、日本法人であるラッシュジャパン合同会社は、いかなる団体であっても暴力的行為には反対しているとして、シーシェパードへの資金提供は行っていないと表明している。

### フカヒレ漁反対キャンペーン
ラッシュジャパンは2014年5月30日から6月8日まで、「残酷なフカヒレ漁反対キャンペーン」を行うと発表した。チャリティ商品の売り上げは、『特定非営利活動法人ワールドオーシャンズデイ』の他、「サメ版」シー・シェパードとも言われる『パンジアシード』の日本支部である『パンジアシードジャパン』に寄付されるとしていたが、この団体は「あらゆるサメ漁への反対」を掲げていて、サメ水揚げ日本一でフィニング（サメの体をすべて使うサメ漁とは違い、生きたままのサメのヒレだけが切り取られ、胴体は海に捨てられるもの）はしていないとされる気仙沼のサメ漁についても、「フィニングの有無にかかわらず認められない」と毎日新聞の取材に回答している。このため、「気仙沼のサメ漁はフィニングにはあたらず、このキャンペーンでもそれを否定することはしない」とするラッシュジャパンとの間に食い違いが生じており、寄付先及び使用用途が適切なのかという指摘や、サメ漁へのマイナスイメージが広がることによって経済的な打撃が懸念される水産関係者からの反発を招いた。また、報道を受けて多くの抗議や批判が寄せられたことで、キャンペーンの名称は「残酷なフィニング反対キャンペーン」へと改められ、規模も縮小されることになった。